# Stylopage lepte
Stylopage lepte är en svampart som beskrevs av Drechsler 1935. Stylopage lepte ingår i släktet Stylopage och familjen Zoopagaceae.   Inga underarter finns listade i Catalogue of Life.